# Alexandre Kolotourski
Alexandre Nikolaïevitch Kolotourski (Александр Николаевич Колотурский), né le 11 décembre 1946 à Plovdiv en Bulgarie, est le directeur de la philharmonie de Sverdlovsk à Ekaterinbourg. Il est lauréat du prix d'État de la fédération de Russie dans le domaine de la littérature et de l'art en 2008.

## Biographie
Il est diplômé avec félicitations en 1969 du conservatoire de l'Oural Moussorgski dans la classe de bayan. En 1969-1977 et en 1980-1984 il est directeur de l'école musicale d'Asbest dans l'oblast de Sverdlovsk. En 1977-1980, il est prorecteur du conservatoire de l'Oural et directeur de la culture de la ville Asbest. En 1986-1989, il est directeur adjoint de la culture de l'oblast de. En 1989, il est nommé directeur de la philharmonie académique d'État de Sverdlovsk. Il est membre depuis 2012 du conseil de la culture et de l'art auprès de la présidence de la fédération de Russie.

## Distinctions
- Travailleur émérite de la culture de la fédération de Russie (10 mars 1995)[3];
- Lauréat du journal russe «Музыкальное обозрение» (Revue musicale, Moscou) dans la catégorie «directeur de l'année» (2002);
- Ordre de l'Honneur (31 janvier 2007)[4];
- Lauréat du prix d'État de la fédération de Russie dans le domaine de la littérature et de l'art en 2008 « pour sa contribution exceptionnelle au développement de l'activité philharmonique » (4 juin 2009, avec le chef d'orchestre de la philharmonie de l'Oural, Dmitri Liss)[1];
- Insigne de distinction pour contribution à l'oblast de Sverdlovsk de IIe classe (9 décembre 2016)[5];
- Citoyen d'honneur de l'oblast de Sverdlovsk (21 avril 2020)[6].

## Liens
- (ru) Interview d'Alexandre Kolotourski pour le magazine «Деловой Квартал», Quartier d'affaires (2008)